# Карл Лудвиг фон Щолберг-Щолберг
Карл Лудвиг фон Щолберг-Щолберг (на немски: Karl/Carl Ludwig Graf zu Stolberg-Stolberg; * 18 февруари 1742, Щолберг в Харц; † 2 август 1815, Айзенфорст, близо до Щолберг) е граф на Щолберг-Щолберг.

## Произход
Той е най-големият син на граф Кристоф Лудвиг II фон Щолберг-Щолберг (1703 – 1761) и съпругата му графиня Луиза Шарлота фон Щолберг-Росла (1716 – 1796), дъщеря на чичо му граф Йост Кристиан фон Щолберг-Росла (1676 – 1739) и графиня Емилия/Амелия Августа фон Щолберг-Гедерн (1687 – 1730), дъщеря на граф Лудвиг Кристиан фон Щолберг-Гедерн (1652 – 1710) и графиня Кристина фон Мекленбург-Гюстров (1663 – 1749). Внук е граф Кристоф Фридрих фон Щолберг-Щолберг (1672 – 1738) (1672 – 1738) и фрайин Хенриета Катарина фон Бибран и Модлау (1680 – 1748).
Правнук е на граф Кристоф Лудвиг I фон Щолберг (1634 – 1704) и ландграфиня Луиза Кристина фон Хесен-Дармщат (1636 – 1697), дъщеря на ландграф Георг II фон Хесен-Дармщат (1605 – 1661) и принцеса София Елеонора Саксонска (1609 – 1671), дъщеря на курфюрст Йохан Георг I от Саксония.
Братята му са неженените Готлоб Фридрих фон Щолберг-Щолберг (1743 – 1785) и Кристиан Лудвиг фон Щолберг-Щолберг (1745 – 1787) и Георг фон Щолберг-Щолберг (1750 – 1830), който е баща на неженения Херман фон Щолберг-Щолберг (1795 – 1872).
Сестра му графиня Августа Елеонора фон Щолберг-Щолберг (1748 – 1821), се омъжва на 11 ноември 1768 г. във Вернигероде за граф Кристиан Фридрих фон Щолберг-Вернигероде (1746 – 1824). Сестра му графиня Хенриета Кристиана фон Щолберг-Щолберг (1753 – 1816) се омъжва на 3 август 1782 г. в Кьониг за граф Густав Ернст фон Ербах-Шьонберг (1739 – 1812).
Карл Лудвиг фон Щолберг-Щолберг умира на 2 август 1815 г. на 73 години в Айзенфорст, близо до Щолберг. Внукът му Алфред става княз на Щолберг на 22 март 1893 г.

## Фамилия
Карл Лудвиг фон Щолберг-Щолберг се жени на 22 септември 1768 г. в Лихтенвалде за графиня Йохана Александрина Шарлота Фридерика фон Флеминг (* 17 септември 1748, Лихтенвалде; † 12 май 1818, Щолберг), дъщеря на граф Карл Георг Фридрих фон Флеминг (1705 –1767) и принцеса Хенриета Шарлота Лубомирска (1720 – 1782). Те имат двама сина:
- Фридрих Карл Август Александер фон Щолберг-Щолберг (* 12 ноември 1769, Щолберг; † 23 декември 1805, Дармщат), наследствен граф на Щолберг-Щолберг, женен I. в Берлин на 17 март 1797 (развод 1799) за графиня Мариана Дидерика фон дер Марк (1780 – 1814), незаконна дъщеря на пруския крал Фридрих Вилхелм II (1780 – 1814), II. на 4 март 1800 г. (развод 1804) за графиня Констанца фон Кнут-Гйлденстеен (* 17 март 1772; † 9 юни 1827), III. в Регенсбург на 22 март 1804 г. за графиня Хенриета Жет фон Мюнценберг (* 1 март 1784; † 1857)
- Йозеф Кристиан Ернст Лудвиг фон Щолберг-Щолберг (* 21 юни 1771, Щолберг; † 27 декември 1839, Щолберг), граф на Щолберг-Щолберг, женен в Шарлотенбург на 22 май 1819 г. за племенницата му графиня Луиза фон Щолберг-Щолберг (1799 – 1875), баща на:
  - Алфред фон Щолберг-Щолберг (1820 – 1903), става 1. княз на Щолберг на 22 март 1893 г., женен в Аролзен на 15 юни 1848 г. за принцеса Августа фон Валдек-Пирмонт (1824 – 1893)